# فایر فورس
فایر فورس (به انگلیسی: Fire Force)⁪ (ژاپنی: 炎炎ノ消防隊 هپبورن: En'en no Shōbōtai, ت.ت. "Blazing Fire Brigade") یک مجموعه مانگا ژاپنی نوشته و تصویرسازی شده توسط آتسوشی اوکوبو است که از سپتامبر ۲۰۱۵ تا فوریه ۲۰۲۲ در هفته‌نامه شونن کودانشا انتشارات کودانشا به صورت سریالی منتشر شد، و فصل‌های آن در ۳۴ جلد تانکوبون جمع‌آوری شد.
یک مجموعه تلویزیونی انیمه اقتباس شده از این اثر ساخته استودیو دیوید پروداکشن و به کارگردانی یوکی یاسه به تعداد ۲۴ قسمت از ژوئیه تا دسامبر ۲۰۱۹ از شبکه‌های ام‌بی‌اس و تی‌بی‌اس پخش شد، و فصل دوم آن نیز به کارگردانی تاتسوما مینامیکاوا از ۴ ژوئیه الی ۱۲ دسامبر به نمایش درآمد. همچنین فصل سوم معرفی شده است. این مجموعه تلویزیونی انیمه تحت لایسنس فانیمیشن است.
تا مه ۲۰۲۲، مانگا فایر فورس بیش از ۲۰ میلیون نسخه فروش کرده که یکی از پرفروش‌ترین مجموعه‌های مانگا محسوب می‌شود.